# نيكولاو دوس ريس لوباتو
نيكولاو دوس ريس لوباتو (بالبرتغالية: Nicolau dos Reis Lobato) (و. 1946 – 1978 م) هو سياسي من تيمور الشرقية .

## معرض صور

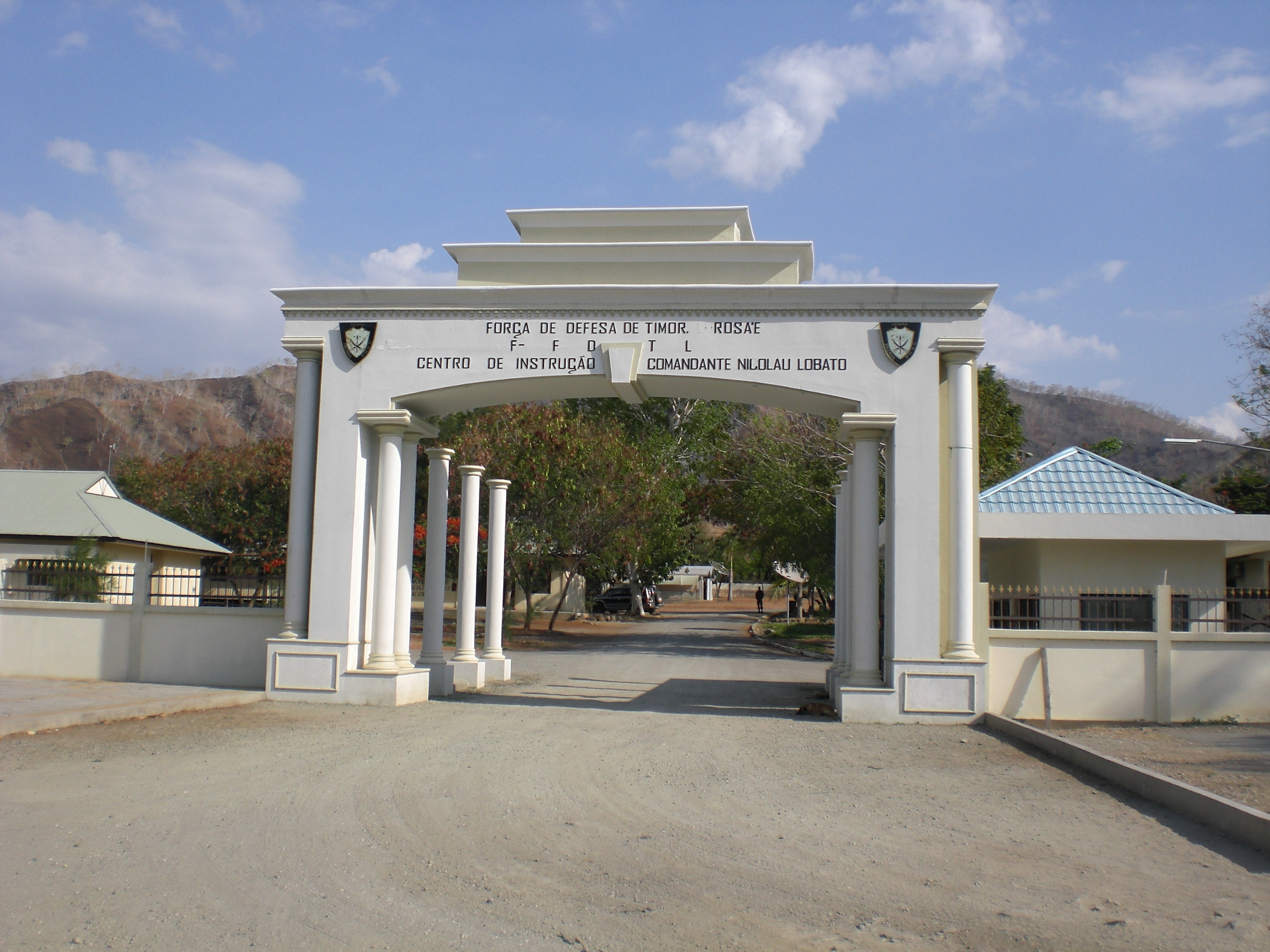
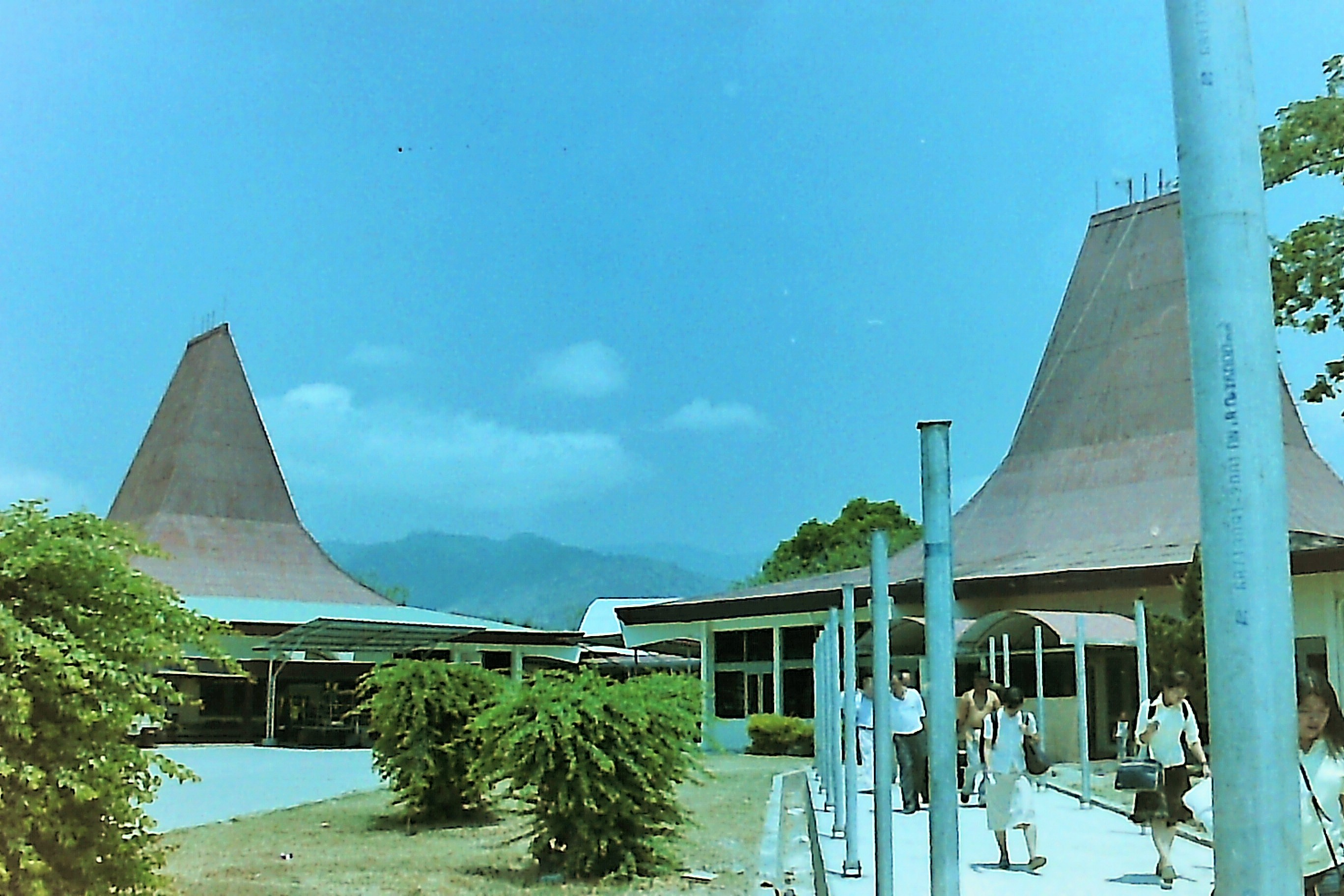
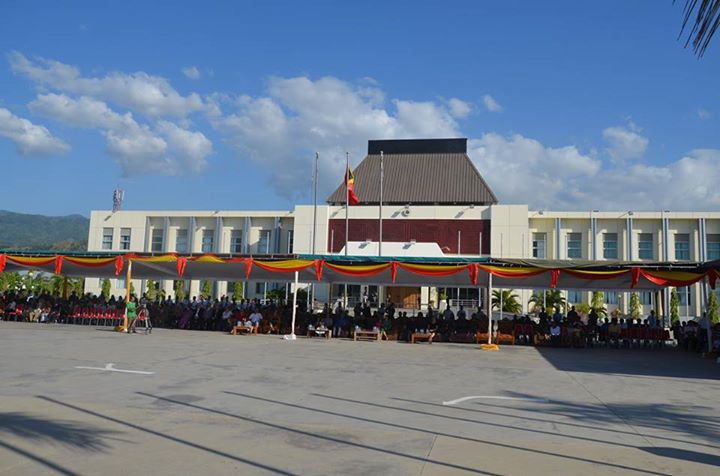